# トレヴィ (ローマ)
トレヴィ (Trevi) は、ローマのリオーネIIであり、ムニチーピオIに位置する。地名の由来ははっきりしないが、ラテン語の「trivium」（3つの通りの意）からとられたとする説が有力である。実際、地区内には、トレヴィの泉が存在するトレヴィ広場の隣にあるクロチフェリ広場へと通じる、3本の通りが存在する。ロゴは、赤地に3本の剣が描かれたものとなっている。

## 歴史
共和制ローマの時代、このリオーネは3つの地区に属しており、ローマ帝国時代に、アルタ・セミタ (VI) とヴィア・ラタ (VII) という2つの行政区となった。
古代ローマ時代、この地区は数多くの歴史的な私邸が建ち並ぶ地区であり、テヴェレ川の畔にある低い土地の地域と丘陵地域の2つにわかれていた。地域の中心は前者であり、後者は豊かな人物の住む住宅地であった。
ローマ帝国が滅ぶと、多くの人は丘陵地域から河岸へと移り住んだ。これにより都市化が進み、河岸は建物でいっぱいになったものの、丘陵地域にはルネサンスの到来まで建物が新たに建てられることはなかった。
1600年には、新しい道路、教会、噴水が建設され一気に都市化され、19世紀の終わりまでこの町並みが維持された。河岸の建物密集地帯とは切り離されたクイリナーレの丘は、多くの教皇関連の建物があり、しだいに権力の中心地となっていった。
ナポレオンの支配下にあった1811年、クイリナーレの丘は、ローマの政治の中心地として選出された。この計画は、ナポレオンの失脚により実現しなかったが、1870年以降、ローマがイタリアの首都となった際にはいくつかの省庁がここに置かれることとなった。この影響で高台には建物の密集はみられないものの、多くの道路、教会、建物がつくられている。なかでも有名なのは、トレヴィの泉である。

## 施設・建造物

### 宮殿
- バルベリーニ宮 (Palazzo Barberini)
- オデスカルキ宮 (it:Palazzo Chigi-Odescalchi)
- コンスルタ宮 (it:Palazzo della Consulta)
- コロンナ宮 (Palazzo Colonna)
- マンチーニ宮 (Palazzo Mancini)
- メンガリーニ宮 (Palazzo Mengarini)
- ポリ宮 (Palazzo Poli)
- クイリナーレ宮殿 (Palazzo del Quirinale)
- プロパガンダ・フィーデ宮 (Palazzo di Propaganda Fide)
- ヴァレンティーニ宮 (Palazzo Valentini)
- スカンデルベグ宮 (Palazzo Scanderbeg)

### 宗教施設
- サン・マルチェロ・アル・コルソ教会 (Chiesa di San Marcello al Corso)
- サンティ・アポストリ教会 (Basilica dei Santi XII Apostoli)
- サンタ・マリア・ディ・ロレート (Chiesa di Santa Maria di Loreto)
- サンティッシモ・ノーメ・ディ・マリア・アル・フォロ・トライアノ教会 (Chiesa del Santissimo Nome di Maria al Foro Traiano)
- サンタ・マリア・イン・ヴィア (Chiesa di Santa Maria in Via)
- サン・ニコラ・トレンティーノ教会 (Chiesa di San Nicola da Tolentino)
- サンタ・スザンナ・アッレ・テルメ教会 (Chiesa di Santa Susanna alle Terme di Diocleziano)
- サン・シルヴェストロ・アル・クイリナーレ教会 (Chiesa di San Silvestro al Quirinale)

### 博物館
- 国立パスタ博物館 (Museo nazionale delle paste alimentari)

### 彫刻・記念碑
- トレヴィの泉 (Fontana di Trevi)
- トリトンの噴水 (Fontana del Tritone)
- クアットロ・フォンターネ (Quattro Fontane)

### 広場
- バルベリーニ広場 (Piazza Barberini)
- ピロッタ広場 (Piazza della Pilota)
- クイリナーレ広場（イタリア語版） (Piazza del Quirinale)
- サン・ベルナルド広場 (Piazza San Bernardo)
- サン・シルヴェストロ広場 (Piazza di San Silvestro)
- サンティ・アポストリ広場 (Piazza Santi Apostoli)
- スカンデルベグ広場 (Piazza Scanderbeg)
- トレヴィ広場 (Piazza di Trevi)